# 罗马济
罗马济（法語：Romazy，法語發音：[ʁɔmazi]），法国西部市镇，位于布列塔尼大区伊勒-维莱讷省，隶属于富热尔-维特雷区，其市镇面积为7.18平方公里，2022年1月1日时人口数量为275人，在法国城市中排名第23,883位。
罗马济位于伊勒-维莱讷省东北部，库埃农河右岸，多条公路在此交汇。

## 地名来源

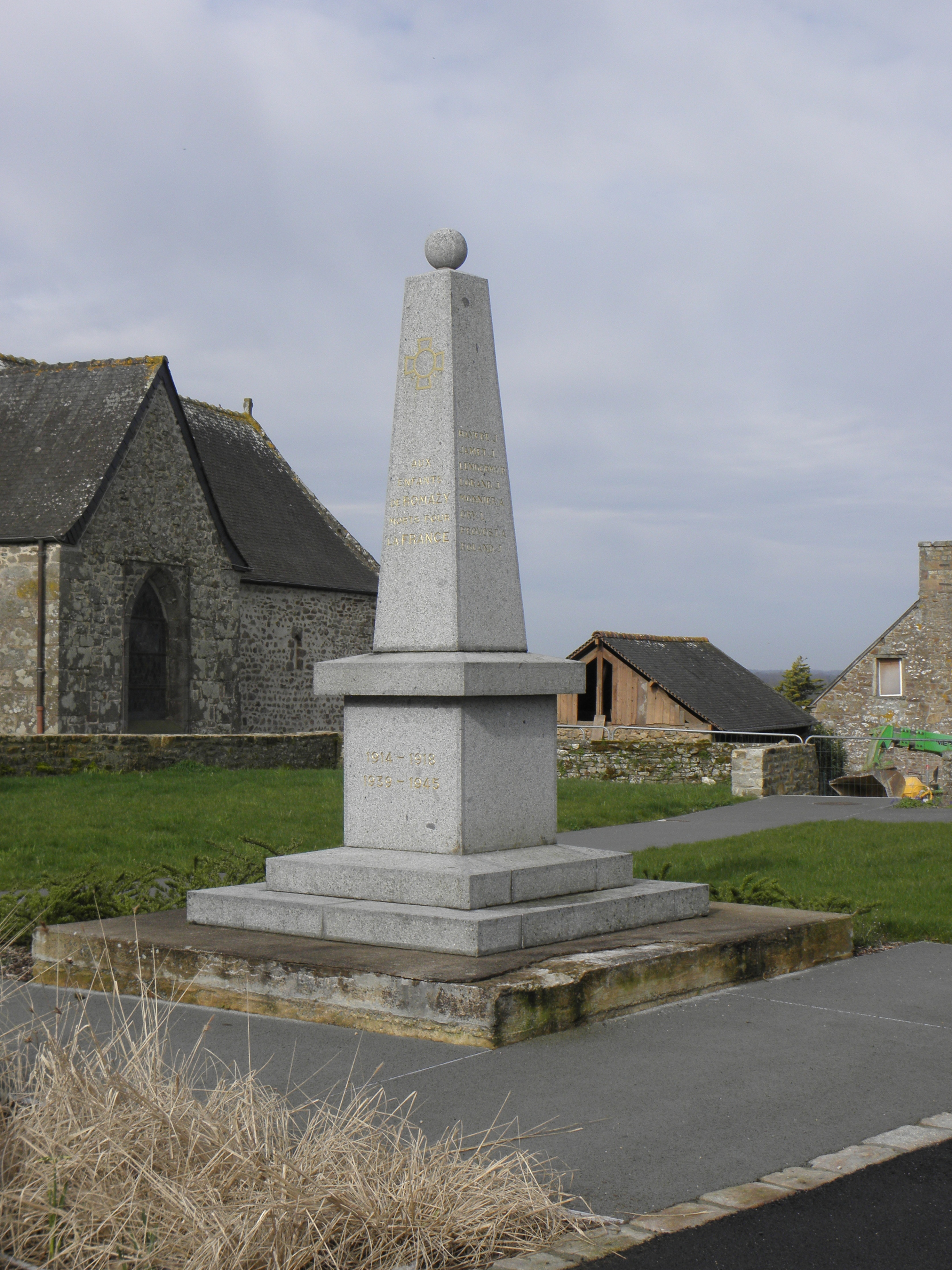
烈士纪念碑

“Romazy”一名最初于公元1060年以“Remasiliz”的形式被记载，该名称的来源及含义尚有待考证。
罗马济所处区域历史上曾通行加洛语，“Romazy”在布列塔尼语及奥克语维基百科中对应的条目名称为“Rovazil”。

## 历史
罗马济的早期历史尚不清楚。中世纪初期，当地为索米尔圣弗洛朗修道院的一处领地。公元11世纪时，罗马济被埃尔韦（Hervé）领主以及雷恩主教继承。宗教战争期间，胡格诺的头目蒙巴罗（Montbarot）曾放火烧毁了罗马济。法国大革命后，罗马济成为伊勒-维莱讷省的一个市镇。18世纪末，罗马济及其所处区域被舒昂党人占领，罗马济于1796年2月20日被攻陷。1850年，罗马济遭到一场大火，当地多处建筑被毁。第二次世界大战期间，一架纳粹德军的飞机在罗马济坠毁，并形成了深达12米的壕坑。2017年，罗马济从雷恩区划入富热尔-维特雷区。

## 地理

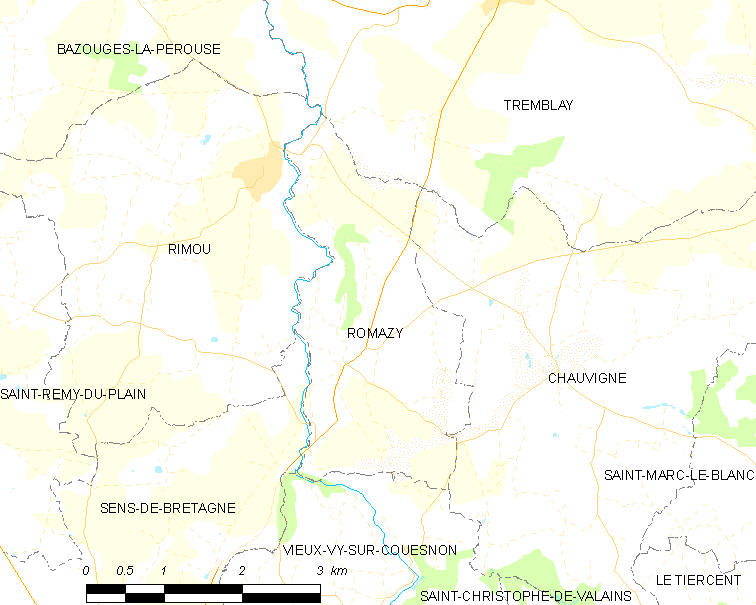
罗马济市镇范围地图

罗马济位于法国西北部，布列塔尼大区东北部和伊勒-维莱讷省东北部，距离省会雷恩大约40公里。与罗马济接壤的市镇包括：绍维涅、布列塔尼地区桑斯、库埃农河畔维约维、里穆、瓦勒库埃农。

### 地形
罗马济位于阿摩里卡丘陵北部边缘，境内以平原和浅丘为主，市镇中心地势较为平坦，全境海拔在14到85米之间。

### 水文
库埃农河自南向北流经市镇西界，该河独立注入大西洋。

### 植被
罗马济属于温带阔叶混交林区，林地主要分布于河流附近。
在鲜花城市的评比中，罗马济暂未被评级。

### 气候
罗马济在柯本气候分类法中属于温带海洋性气候。

## 行政区划
罗马济的市镇编号为35244，邮政编号为35490。
在行政管理方面，罗马济隶属于法国布列塔尼大区伊勒-维莱讷省富热尔-维特雷区；在地方选举方面，罗马济是瓦勒库埃农县的中央投票站所在地，其市镇范围全境被划入伊勒-维莱讷省第六选区；在社会管理方面，罗马济是库埃农-布列塔尼地区马尔什市镇公共社区的办公驻地。
法国国家统计与经济研究所（简称）在进行数据统计时，未将罗马济划入任何城市核心区（城市区以及城市辐射区（）内。此外，还将罗马济市镇整体看作一个“块区”（IRIS），以便于统计人口分布情况。

## 交通

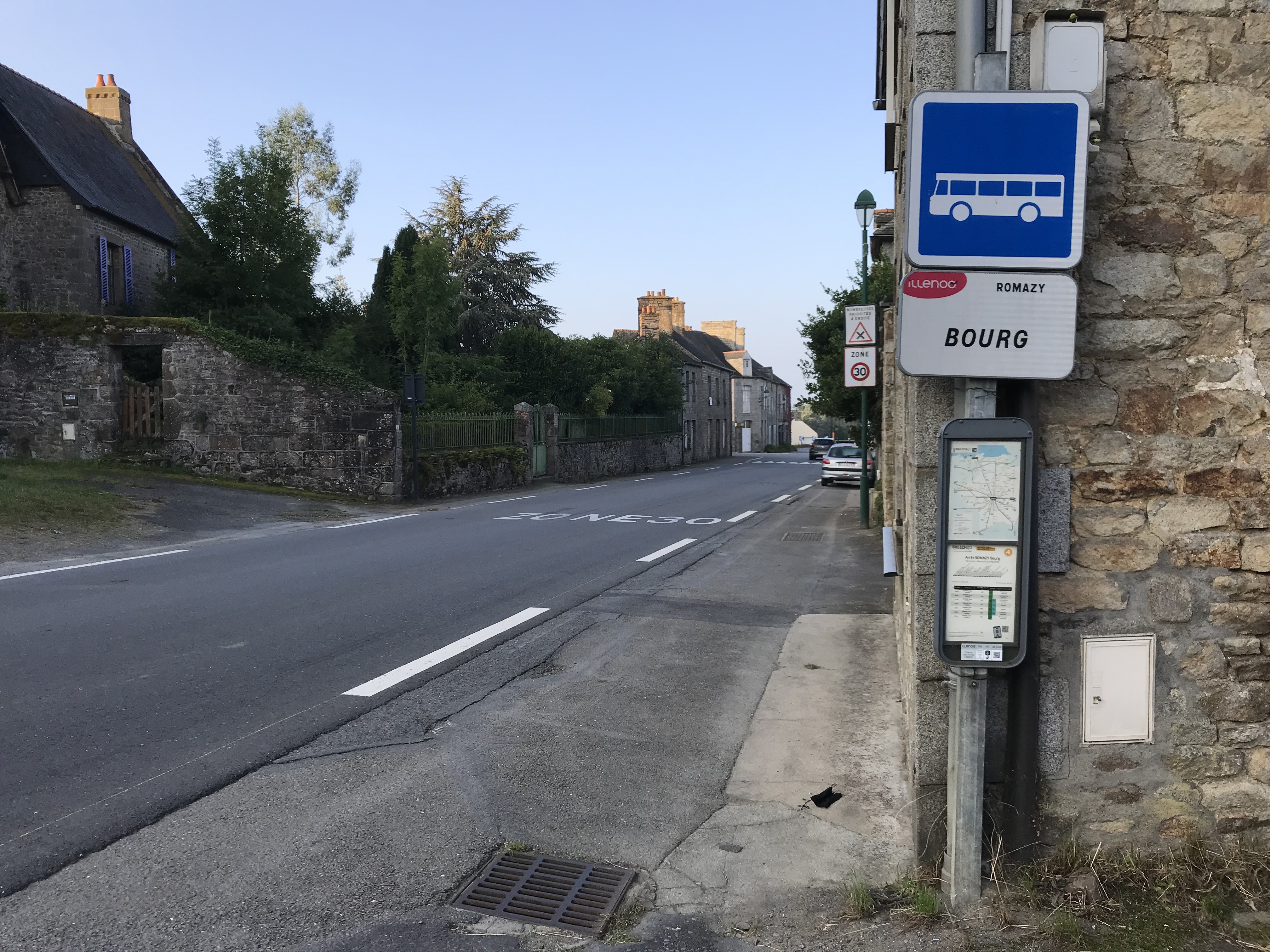
罗马济堡车站

### 公路
伊勒-维莱讷省省道D12线、D18线、D175线、D211线和D397线在罗马济境内交汇，布列塔尼大区下属的城际客运提供校车线路，可前往周边部分市镇。
2018年，70.1%的罗马济家庭拥有至少一辆私人汽车。2019年，罗马济境内共发生各类交通事故1起，造成3人受伤。
| 17 | 36 |

| 雷恩 | 40 |

| 富热尔 | 25 |

| 贝通 | 27 |

### 铁路
距离罗马济最近的客运铁路车站为21公里外的孔堡站，该站位于雷恩－圣马洛铁路上，停靠往返于雷恩和圣马洛一线的区域列车。

### 航空
距离罗马济最近的民用航空站为雷恩机场，距离罗马济市中心的公路里程约45公里。

### 城市公共交通
截至2022年9月，罗马济暂无城市公共交通系统。

## 政治

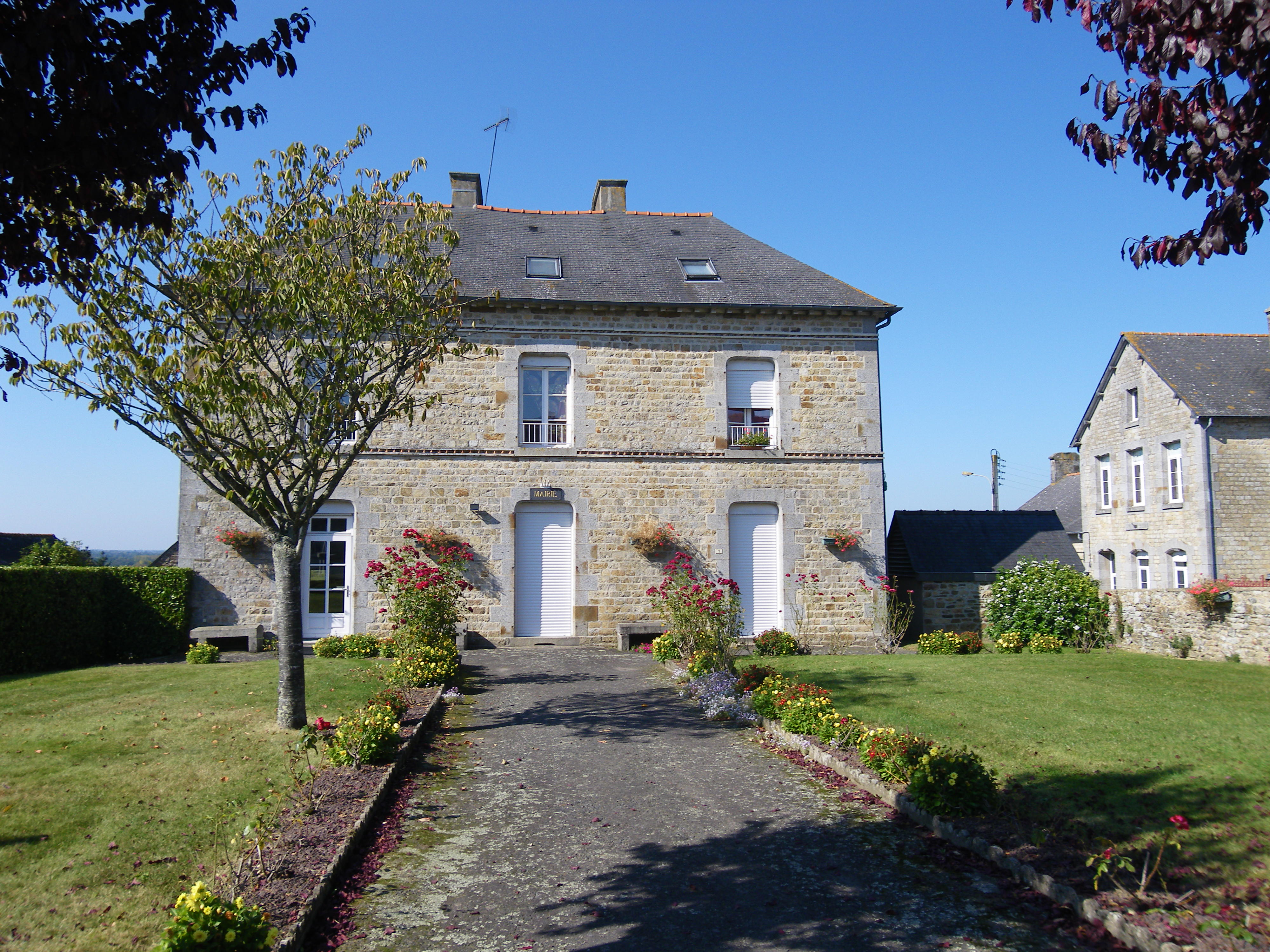
罗马济市政厅

罗马济的现任市长为帕特里克·贝纳尔先生（Patrick BESNARD），他是一名左翼无党派人士，在2020年的市政选举中获得了100%的支持率（无其他候选人）。
在2022年的法国总统大选中，法国第25任总统埃马纽埃尔·马克龙在罗马济获得了61.78%的支持率。

## 人口
2019年，罗马济市镇人口数量为248，在法国排名第23,883位。其中男性130人，女性118人，75岁及以上人口占13.8%，外籍人口数量为2人，人口密度为35人/平方公里，当地居民被称为（男性）或（女性）。2020年，罗马济境内出生2人，死亡人口0人。
| 罗马济1901年－2019年人口变化情况 |
|                                  |
| 数据来源：Cassini、INSEE         |

## 经济
截止2022年9月，罗马济市镇范围内共有各类用人单位（包含自雇）32家，比上一年同期减少了1家。

## 财政与居民收入
2020年，罗马济的财政收入总额为177,350欧元，财政支出总额为160,000欧元，当年的债务总额为128,920欧元。2021年，罗马济市镇共获得36,392欧元的国家财政补助，比上一年减少了2.55%。
2021年，罗马济的人均月收入总额为2,172欧元，低于法国平均水平（2,303欧元）。
2018年，罗马济境内的青壮年（15至64岁）失业率为4.5%，当地50.4%的家庭拥有纳税资格，平均纳税2,260欧元，低于法国平均水平（3,910欧元）。

## 社会事务

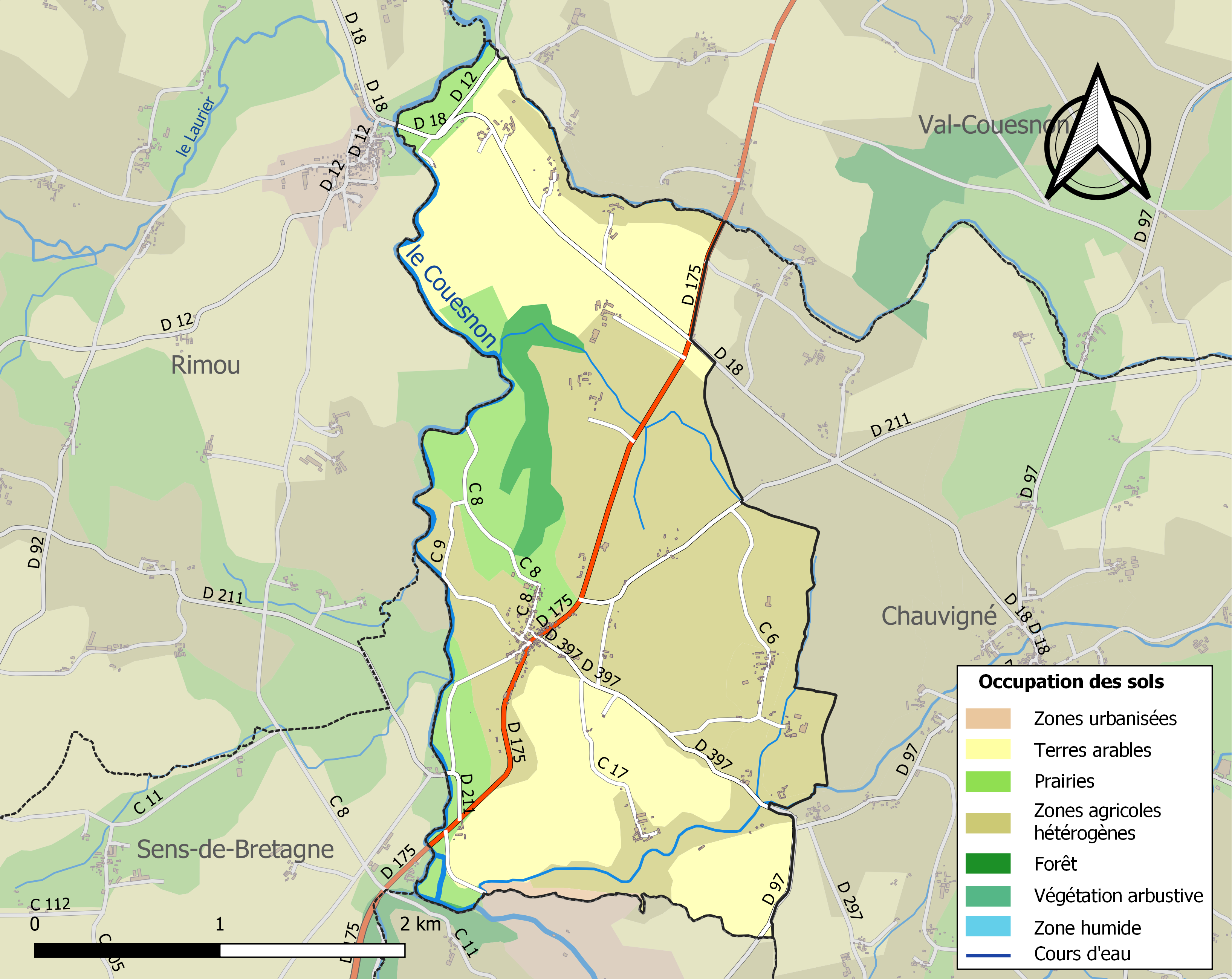
罗马济土地利用情况地图

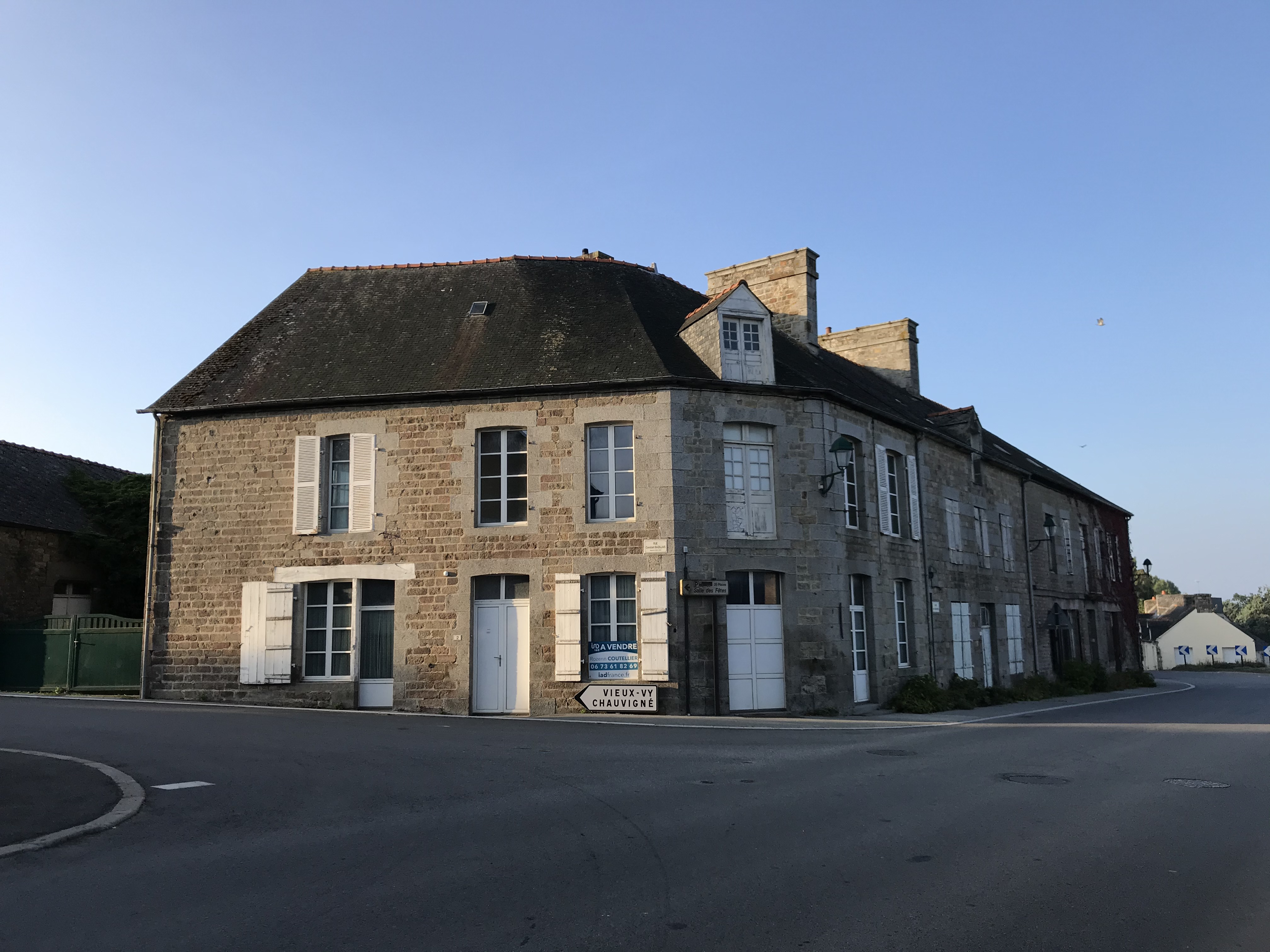
罗马济镇中心

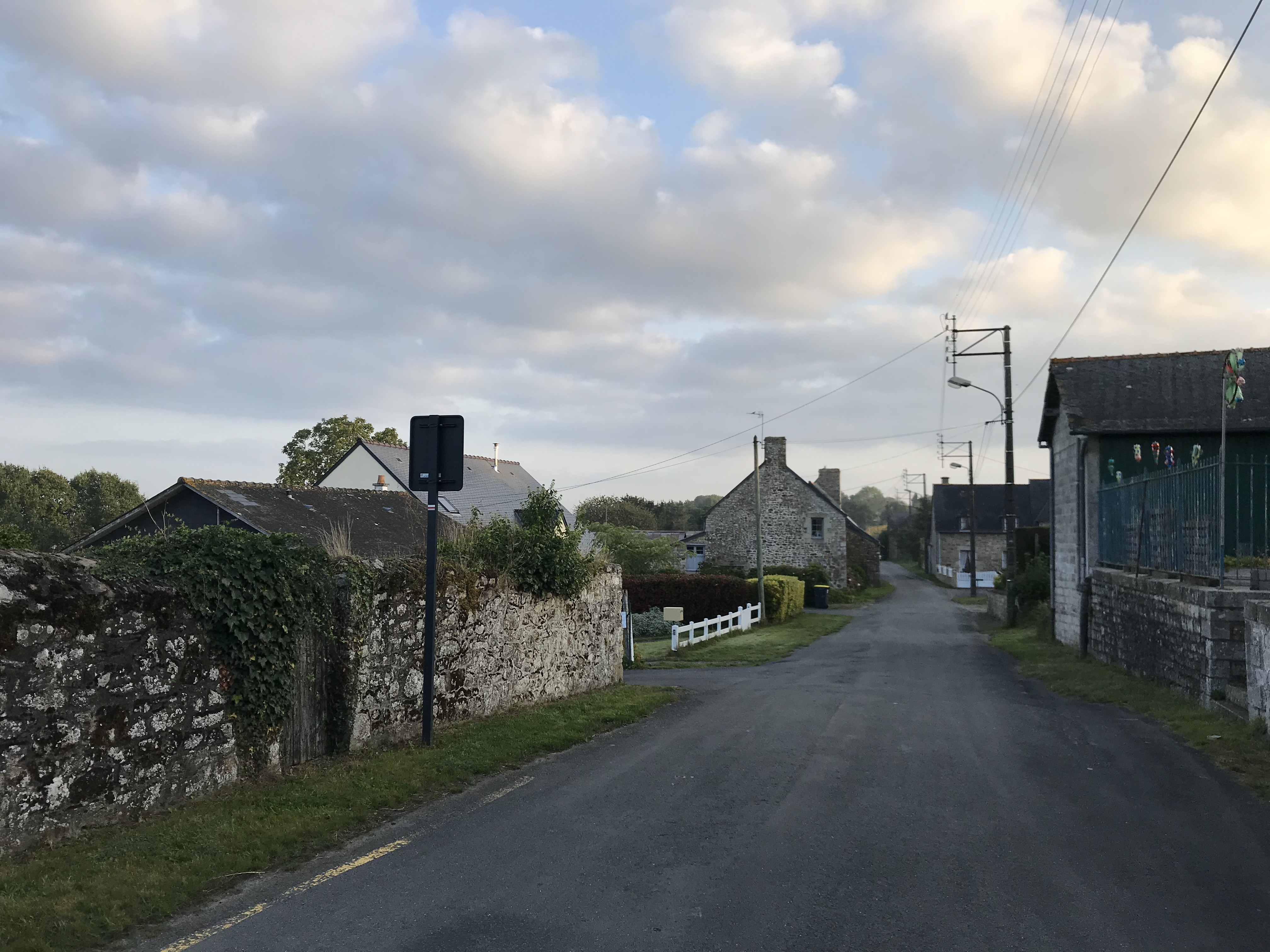
罗马济的一处街区

### 教育
罗马济属于雷恩学区。截止2020年1月1日，罗马济境内有1所小学。

### 医疗
截止2020年1月1日，罗马济境内暂无任何医疗机构及从业人员。
距离罗马济最近的区域性医疗机构为布列塔尼地区莱马尔什中心医院（Centre Hospitalier des Marches de Bretagne），其主病区位于瓦勒库埃农，距离罗马济市区的正常车程约10分钟，该站设有床位77个，是当地规模最大的公立综合性医院。

### 住房
2018年，罗马济境内共有各类住房147套，其中92.5%为独立式居民区，8.2%为集中式居民区。常住房屋占罗马济市镇范围内居民建筑总量的75.5%。
在住房保障政策方面，2020年，罗马济境内共有12户家庭获得了住房经济补助，受益人数占总人口数量的4.8%。

### 商业
2019年，罗马济境内共有各类实体商铺2家。

### 体育
2020年，罗马济境内暂无任何体育设施。
截至2022年9月，罗马济境内暂无任何注册足球俱乐部。

### 环境
罗马济的环境事务由其所属的库埃农-布列塔尼地区马尔什市镇公共社区联合各级政府协调负责。2019年，罗马济境内暂无污染企业。

### 治安
罗马济及其附近的共121个市镇是维特雷国家宪兵队（zone gendarmerie de Vitré）的管辖范围。2020年，该宪兵队累计记录各类案件5,163起，其中盗窃类案件2,518起，经济类案件898起，毒品交易类案件237起。

## 文化

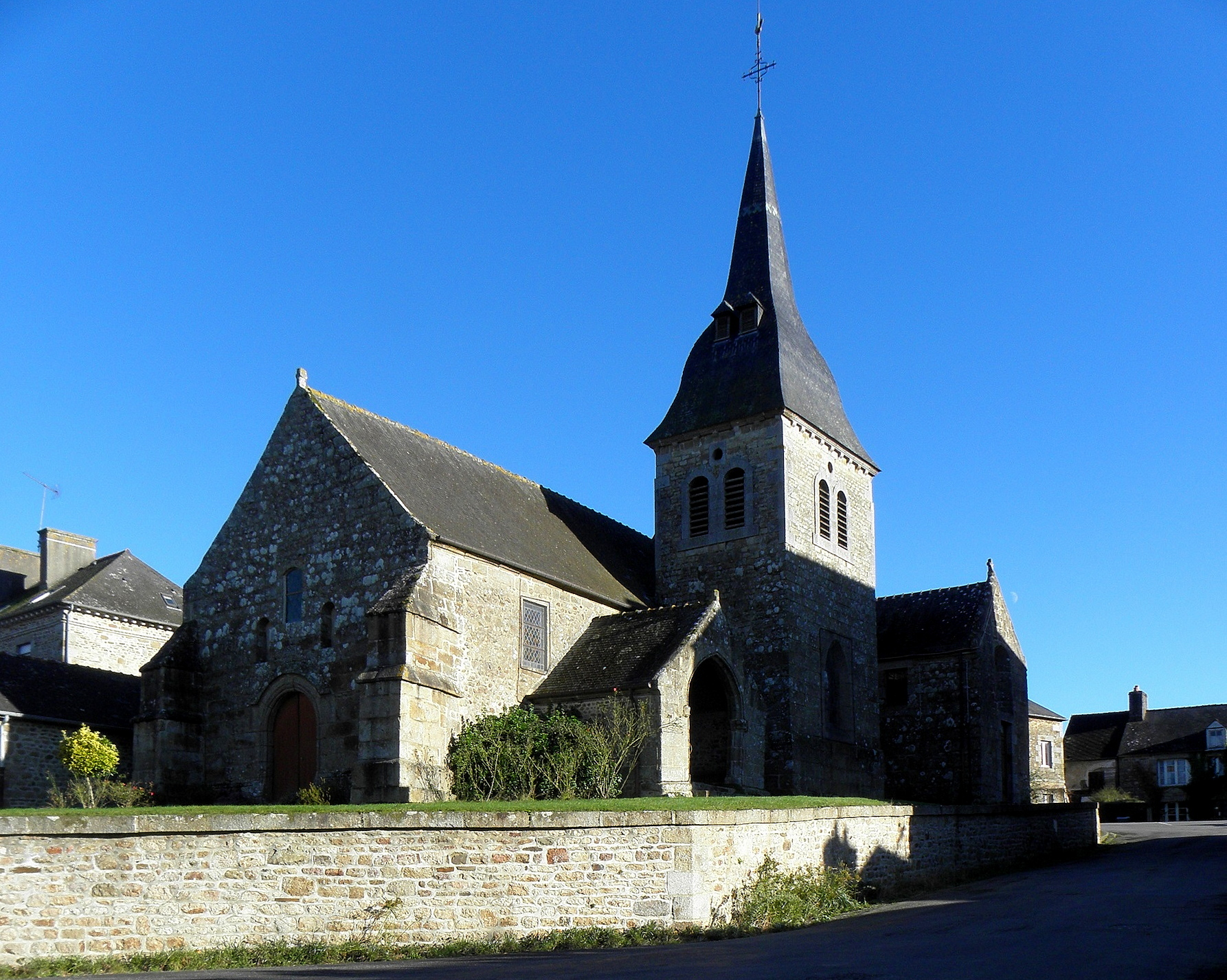
罗马济圣伯多禄-圣保罗教堂

2020年，罗马济境内暂无任何文化设施。

### 建筑
罗马济境内有多处历史建筑，其中圣伯多禄-圣保罗教堂为法国国家文物保护单位，也是当地的地标性建筑物。

### 旅游
罗马济的旅游事务由其所属的库埃农-布列塔尼地区马尔什市镇公共社区负责。2021年，罗马济境内暂无任何游客接待设施。

### 媒体
法国主要的媒体均可在罗马济接收，法国电视三台下属的布列塔尼大区频道在部分时段播出罗马济所属区域的地方新闻。《法国西部报》、雷恩电视台、蓝色法兰西阿摩里卡广播等是当地主要的地方性媒体。

## 友好城市
截至2022年9月，罗马济暂未建立任何友好城市关系。